# Psilozona albitarsis
Psilozona albitarsis är en tvåvingeart som beskrevs av Ricardo 1912. Psilozona albitarsis ingår i släktet Psilozona och familjen rovflugor. Inga underarter finns listade i Catalogue of Life.